# کوه سیرو
- کوه سیرو (kuh-e-siru)
کوه سیرو با ارتفاعی برابر با ۲۹۷۲ متر در ۲۸ کیلومتری جنوب شرقی شهرستان حاجی‌آباد واقع شده و دومین نقطه استان هرمزگان است.. 
این کوه در 109 کیلومتری شمال باختری بندرعباس، در دهستان طارم (تارم) آباد قرار دارد و بلندی آن از سطح دریا 2972 (2 هزار و 972) متر است و از سوی جنوب خاوری به کوه جایین می‌پیوندد و با هم رشته کوهی به درازای 35 کیلومتر و پهنای 4 تا 9 کیلومتر را به وجود می‌آورند. راه اتومبیل رو سیرجان به بندرعباس، از باختر این کوه و راه حاجی آباد به سیروییه و میمند (فارغان) از دامنه شمالی آن می‌گذرد
شهرستان بندرعباس، استان هرمزگان. در ١٠٩ کیلومتر شمال غربی بندرعباس. ارتفاع ٢٩٧٢متر

## تشابه با نام های کهن
این احتمال وجود دارد با توجه شکل ظاهری قله قله مانند کوه های بخش شمالی ناحیه فارغان این کوهستان در دوران خیلی قبل تر سیروم نامگذاری شده باشد. در زبان ایلامی سیروم به مفهوم نیزه، قله، نوک تیز و بلندی است که می تواند مرتبط باشد. 
۷۵۱-sirum (w.si-ru-um DNa 36) "spear." (In sirum kuktira, DNc 2, "spear bearer
۷۱۵-In sirum kuktira (DNc) "spear-man" and lipte kuktirra (DND)/ kuktip (PF 1599) "arčer(s) "
۷۵۷-širumanda (h.si-ru-man-da PF 1960: 4) name of a Mountain

- از اینگونه نام¬گذاری¬ها در جاهای دیگر ایران می¬توان به کوه «اسپیناس» برگرفته از ریشه ایرانی spinâs «نوک تیز» و همچنین نام بلندترین کوه گیلان «سوماموس» از ریشه ایرانی summos «بلندترین» اشاره کرد که همگی مرتبط با ویژگی جغرافیایی است